# Дивљи кестен
Дивљи кестен (Aesculus hippocastanum) је листопадно дрво из породице јавора (Sapindaceae). Иако назив може заварати, није сродан са питомим кестеном.

## Опис биљке
Расте као дрво високо и до 30 m, и ширине 1 m, са густом лепо заобљеном круном. Круна је широко разграната и густо, у солитерном расту округласта. Кора је код млађих биљака и младих изданака сивкастосмеђа, код старијих црносива и ситно испуцала. Прстасто сложени Листови су на дугој лисној дршци са 6-9 седећих листића, елипсасто издужених и по ободу тестерастих, средњи је највећи, а сваки испод њега је мањи од претходног. Цветови су сакупљени у метличасте, крупне и усправне цвасти. Плод је округласта кожаста, бодљикава округла чаура величине око 6 cm. Чаура након сазревања пуца на три дела, ослобађајући од једног до три крупна полулоптаста до лоптаста семена. Семе са беличастим крупним хилумом, је браон боје, сјајно, понекад са мраморастим тамнијим шарама, ексалбуминско, зоохорно, горког, непријатног укуса. Семе се може користити за исхрану животиња (лат. aescare, escare= јести; гр. hippos = коњ, од давнина је ово семе коришћено као лек за емфизем коња).
Дивљи кестен је арктотерцијарни ендемит јужног Балканског полуострва. Од природе расте у сливу реке Дрима на алувијуму и у клисурама. Овде је велика релативна влажност ваздуха, станишта су природно заклоњена и имају карактер збегова или рефугијума у којима се сачувао велики број реликтних биљних врста.
Најбоље расте на свежем, дубоком, хумозном и хранљивом земљишту. У екстремним условима сувоће или влаге у земљишту не успева добро.
Може да издржи ниске температуре до -30оС.
У доба Византије је пренет у Цариград, а у 17. веку почео је да се гаји у целој Европи. Достиже старост до 200 година.
Физичку зрелост постиже у старости од 10-15 година, а потом богато цвета и плодоноси сваке године.

## Главне опасности
Најинвазивнија штеточина ове врсте је лисни минер, (Cameraria ohridella), која скраћује животни век јединке. Овај лисни миниер такође смањује масу семена. Антропогени фактор је такође присутан, локални туризам и загађења имају негативан утицај. Шумски пожари су велика претња као и за сваку шумску врсту.

## Дрога и хемијски састав
Од кестена се употребљавају: кора, листови, цветови и семе. Листови садрже гликозиде, танин и смолу. Семена су богата скробом (40-60%), сапонином (5-8%), уљем (5-8%), беланчевинама, гликозидима, танинима, витаминима (Б, Ц, К и П) и горким материјама.

## Лековито дејство
Кора се у народу употребљава за лечење сметњи у варењу, против грознице (због горчине) и прехладе, а и против извесних кожних обољења. Раније се користила за штављење кожа и за бојење вунених тканина. Семена се употребљавају као лек против хемороида и дијареје. Екстракт семена дивљег кестена садржи есцин, компоненту која стабилизује зидове венских крвних судова, и на тај начин смањује појаву отока и бола у ногама. Немачка комисија Е је одобрила употребу дивљег кестена код венске инсуфицијенције ногу (отечене, болне ноге). Цвет се употребљава као народни лек за јачање, против пролива и против пега на лицу.

## Примена
Екстракт дивљег кестена се примењује у виду гела или крема, за смањење отока ногу и код хемороида. Улази у састав биљних препарата за локални третман вена и хемороида. Примењује се у виду капсула, |таблета и течног екстракта, а постоје и препарати регистровани као лек. 

## Галерија
- цвасти
- листови
- плод и семе
- Кора